# Ford Field
El Ford Field és un estadi de futbol americà de la ciutat de Detroit (Michigan), Estats Units. És l'estadi dels Detroit Lions de l'NFL.
Va ser la seu de la Super Bowl XL jugada el 2006 on els Pittsburgh Steelers van guanyar el campionat de l'NFL sobre els Seattle Seahawks.
També va ser la seu de la lluita lliure WrestleMania 23 a l'1 d'abril de 2007 o de la Final Four de l'NCAA de bàsquet el 6 d'abril de 2009.

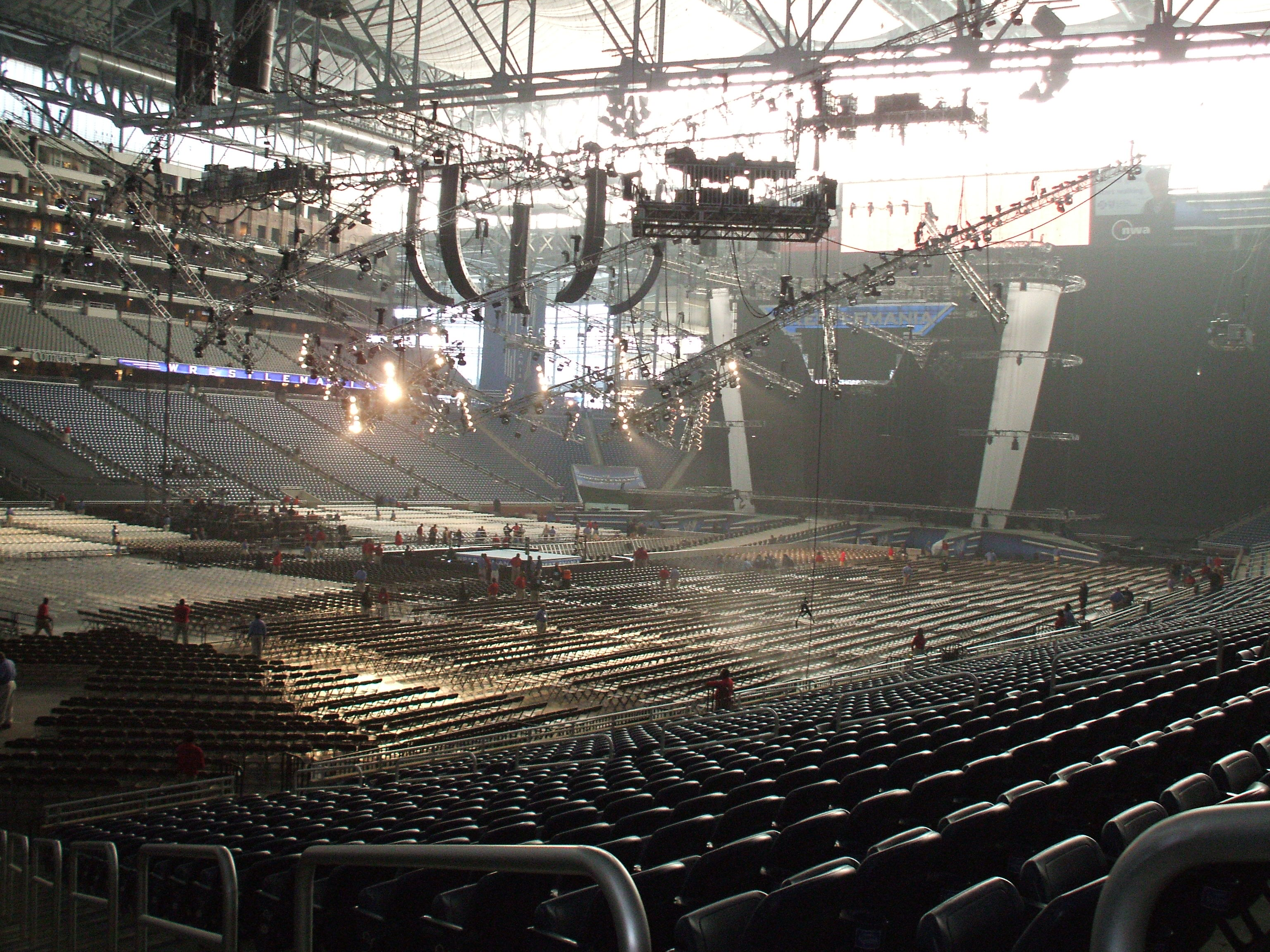
El Ford Field, estadi on es va realitzar el WrestleMania 23, abans de l'esdeveniment.